# Bundesautobahn 23
Die Bundesautobahn 23 (Abkürzung: BAB 23) – Kurzform: Autobahn 23 (Abkürzung: A 23) – ist eine vierstreifige Autobahn von 96 Kilometern Länge zwischen dem schleswig-holsteinischen Heide und der Bundesautobahn 7 in Hamburg. Sie wird auch Westküstenautobahn genannt.

## Verlauf
Die A 23 beginnt am Autobahndreieck Hamburg-Nordwest, die erste Anschlussstelle ist Eidelstedt. Kurz darauf überquert die A 23 die Grenze nach Schleswig-Holstein und durchquert Krupunder. Sie umfährt die Innenstädte von Pinneberg und Elmshorn und führt weiter an Lägerdorf vorbei. Im weiteren Verlauf erfolgt die Ortsumfahrung von Itzehoe, danach quert sie den Nord-Ostsee-Kanal in Höhe der Gemeinde Schafstedt, passiert Albersdorf und führt in nordwestlicher Richtung bis Heide (Holstein), das südwestlich umfahren wird. Nordwestlich von Heide geht die Autobahn in die Bundesstraße 5(n) über.

## Geschichte
Der erste Streckenabschnitt wurde 1964 von der heutigen Anschlussstelle Hamburg-Stellingen als Umgehung von Hamburg-Eidelstedt bis zur Landesgrenze Hamburgs freigegeben. Dieser Abschnitt zwischen Stellingen und Krupunder wurde gleichzeitig mit dem Neubau der B 4 Richtung Neumünster und Kiel (heute Teilstück der A 7) in diesem Bereich geplant und gebaut, das heutige Autobahndreieck Hamburg-Nordwest markiert die Trennung beider damaligen Bundesstraßentrassen. 1968 war die vierstreifige Durchfahrung von Halstenbek (mit ampelgeregelten Kreuzungen) und Umgehung von Pinneberg fertig, beides damals als Neubau der Bundesstraße 5, in deren damalige Trasse sie ab 1968 nördlich der Anschlussstelle Pinneberg-Nord bei Kummerfeld überging. Es folgten 1975 die Strecke bis Elmshorn und 1981 bis Itzehoe. Der letzte Abschnitt von Itzehoe nach Heide wurde 1990 fertiggestellt, allerdings klaffte noch eine Lücke zwischen Itzehoe-Süd und Itzehoe-Mitte (einschließlich der Störbrücke); dieser Abschnitt wurde im Bereich der Rampen der Störbrücke im „2+1“-Verfahren betrieben (zwei Fahrspuren „bergauf“ und eine Fahrspur „bergab“). Seit 1975 wurde die Strecke als A 23 bezeichnet, zunächst noch mit der Lücke in Halstenbek (hier noch, bis zum kreuzungsfreien Ausbau 1986, weiterhin als Bundesstraße 5).
Seit den frühen 1960er Jahren hatten Vertreter der Westküste gefordert, diesen Landesabschnitt besser an das deutsche Straßenverkehrsnetz anzuschließen. Allerdings lag die Geburtsstunde der Autobahn bereits wesentlich früher. Denn bereits in den 1930er Jahren hatte man die Notwendigkeit zur Verbesserung der Verkehrsbedingungen auf der damaligen Reichsstraße 5 erkannt und unter anderem die Ortsumgehung Elmshorn vorbereitet, die zwischen 1947 und 1950 vollendet wurde.
Am 12. Mai 1969 kündigte der damalige Bundesverkehrsminister Georg Leber einen vierstreifigen Ausbau der Bundesstraße 204 zwischen Itzehoe und Heide (einer „Abkürzung“ zwischen diesen Städten der B 5, die in einem weiten Bogen direkt an der Westküste Schleswig-Holsteins verläuft) an. Im Februar 1984 schließlich erfolgte ein erster Spatenstich zwischen Schafstedt und der Kanalfähre Hohenhörn. Am 20./21. Mai 1989 wurde die 360 Meter lange und 56 Meter hohe Hochbrücke Hohenhörn über den Nord-Ostsee-Kanal eingeweiht. Erstes eröffnetes Teilstück war die Stadtumgehung in Heide, die am 30. Juni 1989 freigegeben wurde, vorerst letztes Stück am 1. Oktober 1990 die acht Kilometer lange Strecke zwischen den Anschlussstellen Schenefeld und Itzehoe-Nord. Der Bau des 45 Kilometer langen Abschnittes von Itzehoe nach Heide kostete 402 Millionen Mark (heute: rund 409.870.000 Euro). Die Autobahn führt in diesem Bereich über insgesamt 70 Brücken.
Ab dem 2. März 2006 wurde die B 5/B 204 auch zwischen den Anschlussstellen Itzehoe-Mitte und Itzehoe-Süd vierstreifig ausgebaut und am 11. Juni 2016, auch hier als A 23, freigegeben. Die hier von 1965 bis 1967 gebaute Störbrücke war nur noch bis 2013 für den Verkehr zugelassen, eine Sanierung wegen der im inneren verrosteten Stahlseile und der von Beginn an fragwürdigen Qualität der Baumaterialien erschien nicht sinnvoll. Sie wurde durch zwei neue zweistreifige Brücken ersetzt. Als erstes wurde die nordöstliche Brücke neu gebaut, nach der Verkehrsfreigabe im Juni 2010 wurde die alte Brücke abgerissen und an gleicher Stelle eine zweite neue Brücke für die Südfahrtrichtung errichtet und im Oktober 2015 dem Verkehr übergeben. Das Design der neuen Brücken orientiert sich dabei an Paul Klees Gemälde Revolution des Viaduktes. Der ganze Lückenschluss summiert sich auf etwa 159 Millionen Euro. Davon entfiel etwa die Hälfte der Kosten auf den Brückenabriss und -neubau.

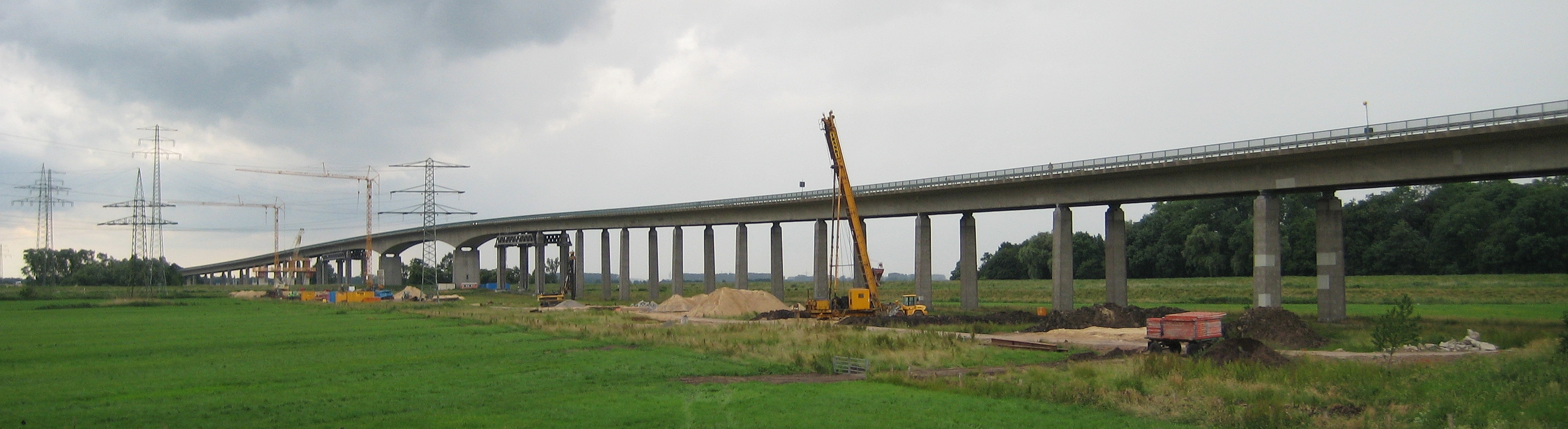
Alte Störbrücke der A 23 zu Beginn der Bauarbeiten; zu beachten ist die schon seit Jahren vorhandene stählerne Abstützung rechts und links der Flussüberquerung.
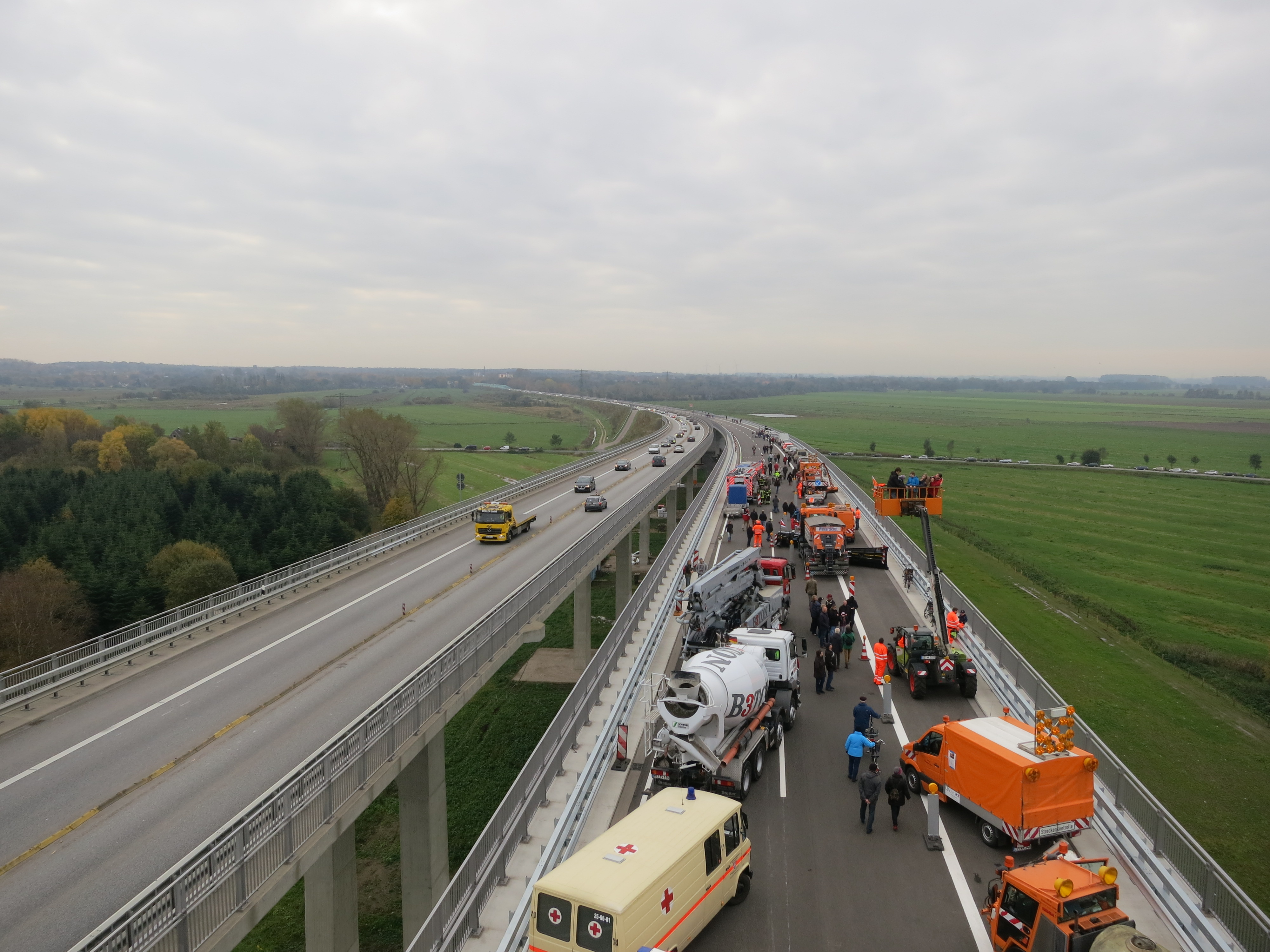
Eröffnung der westlichen Störbrücke im Oktober 2015
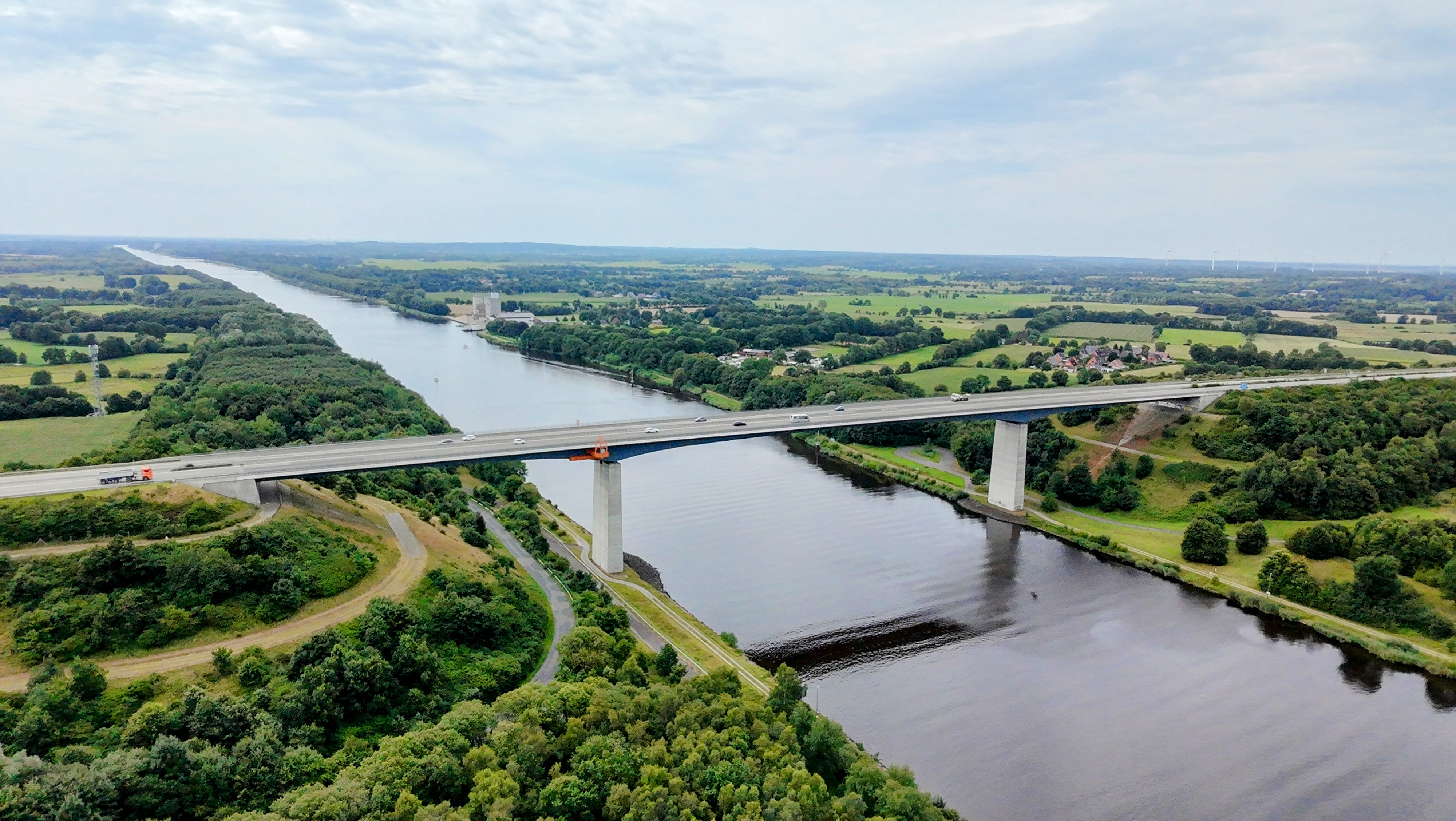
Brücke über den Nord-Ostsee-Kanal 2025

### Liste der Verkehrsfreigaben
| Abschnitt                                | Jahr       | km      | Bemerkungen                                                        |
| ---------------------------------------- | ---------- | ------- | ------------------------------------------------------------------ |
| AS Heide-West – AS Heide-Süd             | 1989       | 4,8 km  |                                                                    |
| AS Heide-Süd – AS Albersdorf             | 1990       | 14,2 km |                                                                    |
| AS Albersdorf – AS Schenefeld            | 1989       | 17,0 km |                                                                    |
| AS Schenefeld – AS Itzehoe-Nord          | 1990       | 9,0 km  |                                                                    |
| AS Itzehoe-Nord – AS Itzehoe-Mitte       | 1975, 2016 | 5,2 km  | Zunächst als Teil der B 204 mit einer Richtungsfahrbahn realisiert |
| AS Itzehoe-Mitte – AS Itzehoe-Süd        | 1967, 2016 | 2,7 km  | Zunächst als Teil der B 5 mit einer Richtungsfahrbahn realisiert   |
| AS Itzehoe-Süd – AS Elmshorn             | 1981       | 22,3 km |                                                                    |
| AS Elmshorn – AS Pinneberg-Nord          | 1975       | 9,2 km  |                                                                    |
| AS Pinneberg-Nord – AS Pinneberg Süd     | 1968, 1975 | 3,9 km  | Zunächst als B 5 gewidmet                                          |
| AS Pinneberg-Süd – Landesgrenze HH/SH    | 1968, 1986 | 4,9 km  | Zunächst als vierstreifige B 5 mit Ampelkreuzungen realisiert      |
| Landesgrenze HH/SH – AD Hamburg-Nordwest | 1964       | 2,7 km  |                                                                    |

## Geplante Ausbaumaßnahmen
Die A 23 soll langfristig im Hamburger Bereich sechsstreifig ausgebaut werden. In einer Übergangszeit könnten solange die Standstreifen für den fließenden Verkehr freigegeben werden. Der Streckenabschnitt ist insbesondere im Berufsverkehr überlastet; es werden hier über 75.000 Fahrzeuge täglich gezählt. Das Ende 2016 geänderte Fernstraßenausbaugesetz sieht den sechsstreifigen Ausbau zwischen Tornesch und Eidelstedt im vordringlichen Bedarf – Engpassbeseitigung vor. Der Ausbau befindet sich in der Planungsphase. Die Einleitung des Planfeststellungsverfahrens wird für 2025 erwartet.
Zwischen den Anschlussstellen Hohenfelde und Horst/Elmshorn ist im Zuge der Verlängerung der A20 von Bad Segeberg bis Westerstede ein Autobahnkreuz geplant. Im Zuge dessen soll auch der Parkplatz Steinburg zu einer Raststätte umgebaut werden.

## Höchstgeschwindigkeit
Vom Beginn der Autobahn am Dreieck Hamburg-Nordwest bis zur Anschlussstelle Pinneberg-Nord herrscht eine Höchstgeschwindigkeit von 100 km/h. In der Gegenrichtung wird die Geschwindigkeit bereits hinter dem Parkplatz Forst Rantzau auf 120 km/h begrenzt, um dann hinter Pinneberg-Nord weiter auf 100 km/h beschränkt zu werden. Die Höchstgeschwindigkeit wird auf der beschriebenen Strecke durch eine Verkehrsbeeinflussungsanlage geregelt, die statt den genannten Werten auch niedrigere Höchstgeschwindigkeiten anzeigen kann. Dies ist insbesondere in Richtung Hamburg im Berufsverkehr sowie zur Feriensaison häufig der Fall.
Zwischen den Anschlussstellen Pinneberg-Nord und Itzehoe-Süd existiert keine Höchstgeschwindigkeit.
Im Bereich Itzehoe, zwischen den Anschlussstellen Itzehoe-Süd und Itzehoe-Mitte ist die Geschwindigkeit aus Lärmschutzgründen auf 100 km/h begrenzt. Dies gilt auch für die Störbrücke.
Nördlich von Itzehoe-Mitte gibt es, bis zum Ende der A23 in Heide, erneut keine Höchstgeschwindigkeit. In Ausnahmefällen (z. B. bei starkem Wind oder Glätte) kann allerdings im Bereich der Hochbrücke Hohenhörn auf Leuchttafeln eine Höchstgeschwindigkeit angezeigt werden.

## Besonderheiten
An den Auffahrten Pinneberg-Mitte, Halstenbek-Rellingen und Halstenbek-Krupunder befinden sich Zuflussregelungsanlagen, die bei starkem Verkehrsaufkommen durch eine schnell wechselnde Ampelregelung nur einzelnen Fahrzeugen die Einfahrt zur Autobahn ermöglichen und so Staus auf der Autobahn durch zu hohes einfädelndes Verkehrsaufkommen vermeiden sollen.
Eine weitere Besonderheit ist die Überleitung zur A 7 in Richtung Norden. Der Verkehr verlässt die A 23 an der Abfahrt Hamburg-Eidelstedt und trifft auf die ampelgeregelte Kreuzung an der Holsteiner Chaussee. Die Geradeaus-Spur führt danach direkt in einen Tunnel des Autobahndreiecks Hamburg-Nordwest und so auf die A 7. Ursprünglich war das Autobahndreieck als reine Gabelung Richtung Norden gebaut worden; die Umgestaltung fand in den 1990er Jahren statt.